# William Standish Knowles
William Standish Knowles (Taunton, Massachusetts, 1917. június 1. − Chesterfield, Missouri, 2012. június 13.) Nobel-díjas amerikai vegyész.

## Életpályája
William Standish Knowles 1917. június 1-én született Amerikában, a massachusettsi Tauntonban. New Bedfordban nőtt fel.
A 2001-es kémiai Nobel-díj egyik kitüntetettje volt. A díj felén Ryōji Noyorival osztozott az aszimmetrikus szintézisek, különösen a hidrogénezési reakciók terén végzett munkájáért. A díj másik felét K. Barry Sharpless kapta az oxidációs reakciókkal kapcsolatos munkájáért.

## Tanulmányai
Knowles a massachusettsi Sheffieldben lévő Berkshire Schoolba járt. Tudományosan vezette osztályát, és érettségi után, miután a College Board vizsgáit letette, felvették a Harvard Egyetemre. Mivel úgy érezte, hogy túl fiatal ahhoz, hogy főiskolára menjen, Knowles egy évet a Phillips Academy-n töltött Andoverben, Massachusettsben. Az év végén elnyerte első díját kémiából, mely az iskola 50 dolláros Boylston-díja volt.
Az előkészítő iskolai év után Knowles a Harvardra járt, ahol kémia szakon végzett, szerves kémiára összpontosítva. Az egyetemi diplomáját 1939-ben szerezte meg, majd a Columbia Egyetemre járt továbbképzésre.

### Díjai és kitüntetései
- Amerikai Kémikusok Intézetének kémiai úttörő díja (1983)
- kémiai Nobel-díj (2001)
- Peter H. Raven életműdíj a St. Louis-i Tudományos Akadémiától (2008)

## Nobel-díj
2001-ben a kémiai Nobel-díj felén osztozott Ryōji Noyorival "a királisan katalizált hidrogénezési reakciókkal kapcsolatos munkájukért". A díj másik felét K. Barry Sharpless kapta egy sor katalitikus aszimmetrikus oxidáció kifejlesztéséért. 
Knowles az egyik első aszimmetrikus hidrogénezési katalizátort fejlesztette ki azáltal, hogy Wilkinson katalizátorában az achirális trifenilfoszfin-ligandumokat királis foszfin-ligandumokkal helyettesítette. Ez a kísérleti katalizátor hatékony volt az enantioszelektív szintézisben, és szerény 15%-os enantiomerfelesleget ért el.
Knowles volt az első, aki az enantioszelektív fémkatalízist ipari méretű szintézisben is alkalmazta; a Monsanto cégnél dolgozva kifejlesztett egy enantioszelektív hidrogénezési lépést az L-DOPA előállítására, a DIPAMP ligandumot használva.

## Családi élete
1986-os nyugdíjba vonulása után Knowles a Missouri állambeli Chesterfieldben, St. Louis külvárosában lakott. Nyugdíjba vonulása idején egy 100 hektáros farmon, amelyet felesége örökölt, őshonos prérifűveket állított helyre. Feleségével, Nancyvel 66 évig volt házas, és négy gyermekük született, Elizabeth, Peter, Sarah és Lesley. Négy unokája is volt.
Knowles 2012. június 13-án, 95 éves korában hunyt el Chesterfieldben.